# Giovanni Caliari
Giovanni Battista Caliari (Verona, 1802 – Verona, 1850) è stato un pittore italiano, figlio di Paolino Caliari, che fu suo maestro.
Fu particolarmente precoce, tanto che a vent'anni già insegnava all'Accademia di belle arti Gian Bettino Cignaroli come conservatore. Godette di grande stima per le sue doti artistiche e professionali, distinguendosi in particolar modo nella pittura sacra (soggetto da lui più volte ripetuto fu il Sacro Cuore di Gesù) e lavorando a Verona nella chiesa di Sant'Eufemia, in San Pietro Incarnario, in Santissima Trinità in Monte Oliveto e nella chiesa di San Pietro Martire.
Fu maestro del pittore Vincenzo Cabianca e degli scultori Salesio Pegrassi e Pietro Del Negro.